# Ceylanoglaucytes moesta
Ceylanoglaucytes moesta är en skalbaggsart som först beskrevs av Francis Polkinghorne Pascoe 1859.  Ceylanoglaucytes moesta ingår i släktet Ceylanoglaucytes och familjen långhorningar.
Artens utbredningsområde är Sri Lanka. Inga underarter finns listade i Catalogue of Life.